# 囲碁のルール
囲碁のルール（いごのルール）について、以下に記す。

## 概要
囲碁の基本的なルールは長い歴史の中でも大きくは変わっておらず、ボードゲームとして完成されている。ただし、事前置石制（後述）がなくなるなどの変化があった他、公平性や娯楽性を考慮し、点数計算などに細かな改良は続けられてきた。
初期の囲碁のルールについては詳しく分かっていないが、古い棋譜から盤上に多くの石を置いた方が勝ちだったと考えられている。
大西研也も、地の理解に一定の棋力が必要なことや切り賃の存在などから、初期の囲碁は純碁に近いルールだったと推測している。
微調整を経て現在では、日本の棋戦で採用される日本棋院の公式ルールである「日本ルール」と、中国の棋戦やアジア競技大会で採用される「中国ルール」の2系統が主流となっている。通常の対局では結果に変化は無いが、希にセキの存在で勝敗に逆転する場合もある。
韓国では韓国囲碁リーグのルール、台湾では囲碁ルール研究家の応昌期が考案した「計点制ルール」、欧米では中国ルールの他にアメリカ囲碁協会（AGA）が考案した「AGAルール」や、ヨーロッパ囲碁連盟が採用する計点制ルールの簡易版など、地域ごとに様々なルールが採用されているが、基本的な部分は同一である。
チェスのような国際的に統一されたルールが無いため、第1回ワールドマインドスポーツゲームズでは独自のルールを採用するなど、最大公約数的なルールで乗り切っているため、国際囲碁連盟では策定に向けた活動を行っている。2025年に韓国で開催された国際大会の決勝戦では韓国棋院の独自ルールをめぐるトラブルが発生、統一ルール作成の必要性が改めてクローズアップされた。
コンピュータ囲碁では対局前の設定でルールを細かく調整できるが、オランダの情報科学者John Trompがニュージーランド囲碁協会の「ニュージーランド方式」を元にした「Tromp-Taylor 方式」を発表してからは、標準で「Tromp-Taylor 方式」となっているソフトウェアも多い。
以下では日本ルールを中心に説明する。個々の概念の詳細は、外部リンクを参照されたい。
日本では安永一が1932年に「囲碁憲法草案」を発表するまで成文化されておらず、日本棋院が公式ルールを制定したのは1949年である。

## 信義則
日本ルールでは終局において合意形成が必要となることが多く信義則が重要視されている。
日本囲碁規約には「この規約は対局者の良識と相互信頼の精神に基づいて運用されなければならない。」とある。とりわけゲームの特性上、終局処理に両者の合意が数多く必要とされる囲碁においては円滑に対局を行う上で必要不可欠である。

## 基本ルール
1. 碁盤の線の交差部分に黒と白が交互に打つ。
2. 地(自分の領域)の多いほうが勝利。
3. 相手の石は上下左右を囲うと取れる。
4. 着手禁止点(自殺手）
5. 二眼の生き
6. コウ

## 対局者（プレーヤー）
黒番と白番と呼ばれる2人のプレイヤーがそれぞれ、黒・白の石を使用する。黒番・白番を略して、それぞれ黒・白と呼ぶこともある。

## 盤上の石の状態
以下の条件で盤上の交点上に石が存在し続ける。

### 石の連続
複数個の一つの色の石が縦横の碁盤の線に沿ってつながっているものは石の一団とよばれる。
縦横のつながりが重要で、斜めは関係ない。「つながっている」「囲まれる」などの言葉は、縦横に限った話である。

### 取り
石の一団は、その周囲の交点全てに相手の石を置かれると取られる。
石の一団は隣接点で呼吸をしている。隣接点が空点（石が存在しない交点、呼吸点）であれば、呼吸ができる。隣接点に相手の石があれば呼吸を邪魔される。上下左右四方向とも相手の石にふさがれると窒息してしまい取られてしまう（下図では黒1に打つと白△が取れる）。
|  |  |  |  |  |  |  |  |  |
|  |  |  |  |  |  |  |  |  |
|  |  |  |  |  |  |  |  |  |
|  |  |  |  |  |  |  |  |  |
|  |  |  |  |  |  |  |  |  |
|  |  |  |  |  |  |  |  |  |
|  |  |  |  |  |  |  |  |  |
|  |  |  |  |  |  |  |  |  |
|  |  |  |  |  |  |  |  |  |

もし、隣接点に味方の石がある場合は、味方の石を通じて呼吸ができ、石の一団で一つでも呼吸のできる石があれば、その石の一団全体が呼吸できる。全ての石の縦横が塞がれ、呼吸のできる石が一つも無くなった場合は、その石の一団全体が窒息し取られてしまう（下図黒1に打つと、△の白石4つが取られる）。取った石はハマまたはアゲハマと呼ばれる。
|  |  |  |  |  |  |  |  |  |
|  |  |  |  |  |  |  |  |  |
|  |  |  |  |  |  |  |  |  |
|  |  |  |  |  |  |  |  |  |
|  |  |  |  |  |  |  |  |  |
|  |  |  |  |  |  |  |  |  |
|  |  |  |  |  |  |  |  |  |
|  |  |  |  |  |  |  |  |  |
|  |  |  |  |  |  |  |  |  |

### 石の存在
取られない石は、着手されてから終局まで盤上に存在し続ける。

## 着手
黒と白が、交互に一つずつ石を置いていく（打つ、着手する）。黒が先手で、白が後手となる。
以下に述べる着手禁止点を除く、盤上のすべての空いている交点に着手して良い。パスも可能。
ルールに明記されておらず正確な理由も不明であるが、初手は右上隅に打つことがマナーとなっている。

### 呼吸点
盤上の交点に石を置いたとき上下左右に隣接した4つの交点が存在する。石はこの点を使って呼吸をしていると考えることができ、この点を呼吸点と呼ぶ。呼吸点をすべて相手の石で囲まれると石は死に、「ハマ」（アゲハマとも）となる。

### 自殺の禁止
自分の石を置くとその石が取られる状態になる点は着手禁止点となる。たとえば下図白1の点に打つのは、いずれも反則となる。
|  |  |  |  |  |  |  |  |  |
|  |  |  |  |  |  |  |  |  |
|  |  |  |  |  |  |  |  |  |
|  |  |  |  |  |  |  |  |  |
|  |  |  |  |  |  |  |  |  |
|  |  |  |  |  |  |  |  |  |
|  |  |  |  |  |  |  |  |  |
|  |  |  |  |  |  |  |  |  |
|  |  |  |  |  |  |  |  |  |

ただし、自殺手によって、相手の石が取れる場合は、自殺手は許され、打ち込んだその石自体も取られない。たとえば下図白1は一見自殺手に見えるが、ここに打つことで黒▲が取れるので、白1に打つことは認められる。
|  |  |  |  |  |  |  |  |  |
|  |  |  |  |  |  |  |  |  |
|  |  |  |  |  |  |  |  |  |
|  |  |  |  |  |  |  |  |  |
|  |  |  |  |  |  |  |  |  |
|  |  |  |  |  |  |  |  |  |
|  |  |  |  |  |  |  |  |  |
|  |  |  |  |  |  |  |  |  |
|  |  |  |  |  |  |  |  |  |

### 同型反復禁止（コウ）

同型反復禁止（コウ）

対局者の一方が一つの石（以後一子と称す)を取った後、即座にもう一方の対局者が一子を取れる状態になる場合。この状態をコウと呼ぶ。一方の対局者がコウの一子を取った場合、もう一方の対局者は別の場所に1手打たないとコウの一子を取り返すことが出来ない。一子の取り合いを続けていると同じ形が反復され、対局が終わらなくなるためである。なお、この別の場所に打たれる1手のことを、コウ材またはコウダテと呼ぶ。コウがあまりに長くその局が長手数になると打つ石が碁笥の中に無くなってしまう場合があるが、その時は互いのアゲハマを同じ数交換し補充する。

## 終局

### 投了
一方のプレーヤーが投了を告げた場合はその時点で終局となり、もう片方のプレーヤーが勝ちになる（「中押し（ちゅうおし）勝ち」と表記される）。

### 連続パス（対局の停止）
また、二人のプレーヤーが連続でパスをすると終局処理に入る。ネット碁でない通常の対局では、パスの代わりに、両対局者の合意によって終局状態に移行する。「終わりですね」等の言葉で終局を確認したり、頷きあったりして確認することが多い。逆に、「両対局者の合意」などの終局状態への移行手続きを形式化した表現が連続パスであると考えて良い。
なお、パスは「対局停止宣言」とされてはいるが、片方（たとえば、白番とする）がパスを行っても、相手の黒番は打ち続けてもよく、その次には白番も打つことができる。終盤のコウ絡みで実際にパスが行われた事例も存在する。

### 死活判定
盤上にある石は活き、死にの二つの状態のどちらかになる。日本囲碁規約では以下の通り定められている。
- 活き：相手方の着手により取られない、又は取られても新たに相手方に取られない石を生じうること。
  - ここで「取られても新たに相手方に取られない石」とは例えば、ウッテガエシのような「一度取られてもその後取られない石」[15]や、相手がある石を取ろうとしたことが原因で自分が新たに置ける活き石[16]が該当する。
  - セキ：一方のみの活き石で囲んだ空点を目（め：地を数える単位も同じ漢字だが、読み方はもく）といい、目以外の空点を駄目（ダメ）という。活き石のうち、駄目を有する（隣接している）活き石をセキ石という。
- 死に：活きでないこと

死活判定は必ずしも簡単ではない。日本囲碁規約逐条解説では、死活例が多数示されているが、あくまでも基本パターンを示したに過ぎず、ここでも対局者両者の合意が前提となる。

### 地
セキ石以外の活き石の目を地という。死石を除去すると、盤上には活きた白石と黒石のみが存在する。自分の石と碁盤の端で囲んだ領域を、自分の地と定義する。

### 死石の処理
相手の死んだ石は、盤上から取り除き、自分のハマに加える。ハマをもって相手方の地を埋める。

### 終局に関するトラブル
日本ルールでは終局に関するルールがやや煩雑である。そこで、例えば、お互いの合意が成立していないのに終局が成立していると勘違いし、駄目詰めに対して必要な着手（手入れという）をせずに石をとられてしまい、終局していたかどうかで争いになってしまうといったトラブルが起きることもある。こういったトラブルはアマチュアだけでなくプロでも起こり得る。
2002年王立誠二冠（棋聖・十段）に柳時熏七段が挑戦した第26期棋聖戦七番勝負第五局において、終局したと思っていた柳時熏は「駄目詰め」の作業に入っていたが、王立誠は終局とは思っておらず柳時熏の石六子を取ってしまった。終局していないのなら柳時熏は取られないように「手入れ」すべきで、終局しているなら順序関係なくお互いの地にならない駄目をつめるだけだったため柳時熏は手入れを怠った。これにより王立誠の逆転勝利となり、行為の正当性を巡り囲碁界に論争を巻き起こした。この騒動では、初めてビデオによる裁定が行われた。なお一部で誤解されているが、この事件によって日本囲碁規約が改訂されたということはなく、この事件の影響はプロの間で終局処理が実際に日本囲碁規約に沿った形で明確に行われるようになったということである。ただし、王銘琬によると、この事件以降、日本のプロ棋界では「終局と思われる場面でも、何も言わず、最後まで交互にダメをつめる」ようになったという。
中国ルールは実戦解決方式でトラブルが生じにくいことから、ネット碁に採用されている。

## 勝敗判定
地の一点を「一目」という。地の面積は、交点の数で数え、単位は目（もく）である。後述する「コミ」が採用されている場合は、それも計算に含める。通常、終局後にはアゲハマを地に埋め、地を長方形に並べ替えることで数えやすくする操作を行う。これを整地という。双方の地の目数を比較して、その多い方を勝ちとする。
中国ルールにおいては、地の目数と盤面で生きている石の数の合計の大小で勝敗を決する。このため、セキの存在により日本ルールと勝敗が変わることがある。
麻雀などの他の点数を使うゲームと異なり、囲碁においては通常目数の差は重要ではない。そのため、複数回対局して優劣を競う大会などでは、目数差は累積せず、単に勝敗のみを記録して集計する。

## コミ
囲碁は先着する権利のある黒番のほうが有利である。そのため、今日の一般的なルールでは、互角の条件の対局（互先）ではコミを白番の地に加えて勝敗を決定する。現在の日本での一般的なルールではコミは6目半（6.5目）である。
1939年、本因坊戦で導入されたときのコミは4目半であった。しかし、4目半では黒番のほうが有利であったため、1964年ごろからコミは5目半に改められた。それでもやや黒番の勝率のほうが高かったため、2003年ごろからコミは6目半に改正され、現在に至る。2002年から2007年にかけてコミ6目半で行われた日本棋院公式棋戦での集計では、19,702局で黒番の勝率が50.59%、白番の勝率が49.41％とほぼ均等であった。

## ハンディキャップ
実力差がある場合は、下手側の打ち手が黒番を持ち、いくつかの石をあらかじめ打ってから対局を行う「置き碁」が行われることがある。置き石を置くほどの差がない場合は、コミのない「定先」や黒番がコミをもらう「逆コミ」などでの対局が行われることもある。

## 反則
囲碁において反則負けとなる行為には以下のようなものがある。日本囲碁規約では、これらの反則を犯すと反則負けとされる。
- ハガシ
  - 一度打った自分の手を打ち直すこと。
- 二度打ち
  - 相手の手番を飛ばして二手続けて打ってしまうこと。
- コウの取り番の間違い。
  - コウ材を打っていないのにコウをとってしまうこと。
- 着手禁止点
  - 打った時点で相手に取られてしまうような着手は打ってはいけない。

韓国棋院では1度目の反則で警告と罰点、2度目の反則で負けになる「累積反則負け」を取り入れているが、2025年のトラブルを受けて改訂が検討されている。

## バリエーション
その他、囲碁のルールを一部変更したバリエーションが工夫されている。詳細は「囲碁のバリエーション」の項目を参照。